# Joseph Lanza
Giuseppe Lanza, detto The Socks (Palermo, 1904 – New York, 11 ottobre 1968), è stato un mafioso italiano, potente membro della Famiglia Genovese di New York.
Lanza controllava tutto il porto ed il mercato del pesce di Lower Manhattan. Anche suo figlio Harry Lanza, nato il 4 maggio 1950, è stato un esponente della Famiglia Genovese.

## Attività criminale
Nato a Palermo nel 1904, emigrò negli Stati Uniti stabilendosi a New York, dove incominciò a lavorare al porto di Manhattan, al Fulton Fish Market, il più grande mercato del pesce d'America. Sin dal 1923 Lanza divenne un importante sindacalista degli scaricatori di porto, ed è proprio in quel periodo che diventa un uomo d'onore della Famiglia Masseria. Assunse il controllo del Local 359 USW, il più potente sindacato del porto. Lanza gestiva il racket minacciando i grossisti di ritardare o bloccare le operazioni di carico e scarico delle merci deperibili. Queste estorsioni fruttavano circa 20 milioni di dollari all'anno nel solo Fulton fish market.
Nel 1938 Lanza controllava completamente il porto del Lower Manhattan. Nel 1940, con lo scoppio della seconda guerra mondiale, per paura di subire sabotaggi e attentati alle navi attraccate sui moli, e agli impianti circostanti, i servizi segreti e l'Office of Naval Intelligence della marina americana chiesero aiuto alla Mafia, che controllava tutti i porti di New York e d'America. Lanza si incontrò segretamente con il comandante Charles Radcliffe Haffenden, e riferì che avrebbe informato i suoi capi. Lanza parlò infatti con il boss provvisorio della sua Famiglia, Frank Costello, che parlò con Lucky Luciano, il capo dell'intera Famiglia (che si trovava in carcere), e con i rappresentanti delle altre Famiglie di New York. I boss mafiosi diedero l'ok e così i porti americani diventarono sicurissimi: tutti i lavoratori del porto controllavano e riferivano di ogni minimo segnale di pericolo o di qualsiasi faccia sospetta si aggirasse per i moli a Lanza e ad i suoi uomini.
Sebbene Lanza avesse contribuito alla sicurezza dei porti di Manhattan, alla fine degli anni 1940 viene condannato per estorsioni e racket sindacali. La condanna era dai 7 ai 10 anni, ma Lanza verrà rilasciato solo dopo due anni nel 1950. Al suo rilascio tornò a controllare il mercato del pesce a Fulton. Nel 1957 scontò alcuni mesi per violazione sulla parola. Giuseppe Lanza mantenne il controllo del Fulton fish market fino alla sua morte per cause naturali avvenuta l'11 ottobre 1968.